# Anna Józefaciuk
Anna Władysława Józefaciuk (ur. 27 listopada 1934 w Michowie, zm. 3 maja 2022) – polska inżynierka ochrony środowiska, specjalistka z zakresu badań nad erozją gleb i sposobami jej ograniczenia.

## Życiorys
W 1960 ukończyła Wyższą Szkołę Rolniczą w Lublinie. Doktorat w zakresie nauk rolniczych uzyskała w 1967, habilitację w Instytucie Uprawy i Nawożenia w Puławach w 1983, a profesurę tamże w 1992.
Pracowała w Instytucie Melioracji i Użytków Zielonych w Lublinie: od 1962 jako asystentka, od 1965 jako starsza asystentka, od 1967 jako adiunktka. W 1972 zaczęła pracę w Instytucie Uprawy i Nawożenia w Puławach  jako adiunktka. W 1984 awansowała na docentkę. Od 1992 była zatrudniona jako profesorka tegoż instytutu. Od 1996 kierowała Zakładem Erozji Gleb i Urządzania Terenów Urzeźbionych.
Należała do Polskiego Towarzystwa Gleboznawczego, Stowarzyszenia Inżynierów i Techników Wodnych Melioracji, Stowarzyszenia Naukowo-Technicznego Inżynierów i Techników Rolnictwa oraz Polskiego Towarzystwa Inżynierii Ekologicznej.
Została nagrodzona nagrodą zespołową Ministerstwa Rolnictwa i Gospodarki Rolnej (1985), nagrodą wojewody lubelskiego (1979), Złotym Krzyżem Zasługi (1989), Medalem 40-lecia PRL (1985), Odznaką „Zasłużony Pracownik Rolnictwa” (1984), Odznaką „Zasłużony dla województwa tarnobrzeskiego” (1985), Złotą Odznaką „Za zasługi dla ochrony środowiska i gospodarki wodnej” (1995). W 2019 od Dyrektora IUNG-PIB otrzymała zespołową nagrodę II stopnia (Eugeniuszem Nowocieniem i Rafałem Wawrem) za monografię Erozja wietrzna w Polsce wydaną w 2018.